# زبابة جبال كارمن
زبابة جبال كارمن أو زبابة ميلرية (الاسم العلمي: Sorex milleri) (بالإنجليزية: Carmen Mountain Shrew)‏ هي نوع من الثدييات يتبع جنس الزبابة من الفصيلة الزبابات.